# Олимпија (Грчка)
Олимпија (грч. Ολυμπία) је било светилиште у античкој Грчкој које се данас налази у планинском крају у округу Илија на северозападу Пелопонеза, између две реке Алфеје и Кадеје. Подручје Олимпије је било насељено још у неолиту, на основу пронађених људских скелета и жртвених предмета из 10. века п. н. е.
Древна Олимпија је била једно од најважнијих светилишта старе Грчке и место рођења древних Олимпијских игара. Игре су се одржавале сваке олимпијаде (период од 4 година) у част бога Зевса (бог грома и муње, врховни бог Грка) названо по Олимпу, планини богова. Ту се налазио и Зевсов храм, у дорском стилу по идеји архитекте Либона и налазио се у средишту читавог комплекса и био је највеће здање у Олимпији. У храму се налазила Зевсова статуа од злата и слоноваче, једно од седам светских чуда античког света, висине 12 метара, коју је направио вајар Фидија. Сам Зевс је седео на трону, лице му је било израђено од слоноваче, а на глави је имао маслинов венац. Очи су му биле израђене од драгог камења, а одећа од злата. У левој руци је држао метални скиптар на чијем врху се налазио орао, а у десној је имао симбол победе израђен од комбинације злата и јаворовог дрвета
Прве игре за које постоје подаци су одржане 776. год.п.н.е. када су изграђени и први објекти, међу којима и Херин храм, ризница и први стадион и хиподром, као и многи други значајни објекти. Римски цар Теодосије I их је укинуо 394. године јер су биле остатак паганизма, након чега се овде раширило хришћанство, а неки спортски објекти су претворени у ранохришћанске базилике.
Снажан земљотрес који се догодио 551. године је уништио и затрпао античку Олимпију, да би локалитет био откривен у другој половини 18. века од стране енглеског истраживача Ричарда Чендлера, али је детаљнија реконструкција локалитета урађена тек током педесетих година 20. века.
Олимпија се налази на списку Светске баштине Унеска.
Данас се у Олимпији, на обновљеном Олимпијском стадиону, пали олимпијски пламен помоћу сунца и огледала који се пред Олимпијске игре преноси по свету. Сем тога постоје три музеја где се чува културна баштина региона, а то су Археолошки музеј, Архимедов музеј и музеј античких олимпијских игара.

## Побратимски градови
- Лондонска општина Гринич
- Juan-les-Pins
- Лагос Антиб
- Коголето